# 温汝舟
温汝舟（1544年—？），字以虚，號受菴，浙江湖州府烏程縣人，民籍，明朝人物。

## 生平
习《易经》，曾任山東館陶縣學訓導。萬曆十九年（1591年）中式辛卯科山東鄉試第五十五名舉人。二十一年除上虞縣教谕，升太湖縣知縣，起復補黟縣知縣。

## 家族
曾祖温珵；祖温稠；父温纹；母蔡氏。永感下。弟汝楫；汝孝。